# Microhouse
Per microhouse si intende uno stile di musica house. Il termine venne coniato dal DJ e giornalista Philip Sherburne in un articolo pubblicato nel 2001 sulla rivista britannica The Wire.

## Caratteristiche
La microhouse si caratterizza per le sonorità minimali che fanno combaciare influenze deep house e minimal techno. Fra i ritmi più comuni della stilistica vi sono i "kick" e gli "hi-hat" mentre altro elemento ricorrente sono i campionamenti di brevissima durata che includono quelli di strumenti ad arco sintetizzati e di tastiere. Gli artisti microhouse sono perlopiù tedeschi e includono Isolée, Losoul, Sascha Funke, Michael Meyer, Farben, Luomo e Akufen. Alcune delle etichette specializzate di microhouse sono la Kompakt, la Traum Schallplatten e la Klang Elektronik.